# Конструкция (искусство)

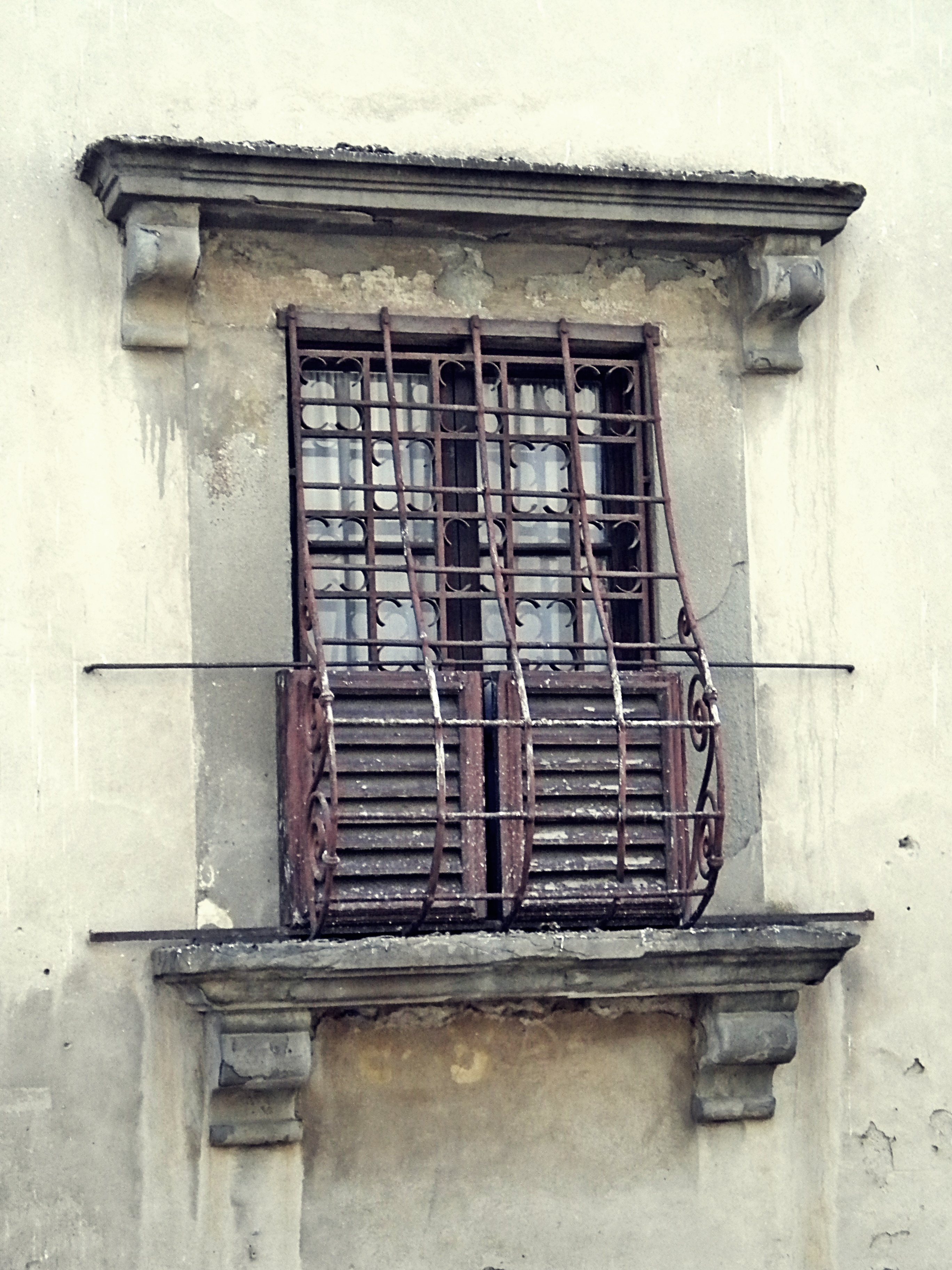
Конструкция архитектурная и образная (на примере окна средневекового замка)

Констру́кция (от лат. constructio — «построение, сборка воедино») — мультидисциплинарный термин, обозначающий функциональный тип структуры. В произведениях искусства, в отличие от композиции (художественно-образной целостности), подразумевает построение, расположение и приведение в порядок всех элементов для наилучшего выполнения своей функции. В архитектуре это строительная конструкция, в живописи и графике — зрительная связность частей. "Конструкция — открытая модификационная структура, все элементы которой связаны исключительно функционально, причём не жестко, а со многими степенями свободы" .

## Краткая характеристика
Термин конструкция происходит от лат. constructio, что в дословном переводе означает: лат. con — вместе (или воедино) и лат. structio — составлять или строить. В применении к предметам искусства и эстетическим понятиям под словом конструкция подразумевается полный комплекс внутренних взаимосвязей между отдельными частями и элементами художественного целого в прямой зависимости от их общей и местной функции (или назначения)..
Всё сущее, так или иначе, имеет свою конструкцию, в противном случае оно попросту не смогло бы существовать. Именно по этой причине термин конструкция примерно равным образом имеет отношение ко всем видам искусств, начиная от изобразительных и заканчивая прикладными, а также музыкой и танцем. Каждое из упомянутых искусств в свою очередь имеет — свою вполне определённую конструкцию. Однако для каждого из искусств назначение конструкции имеет свою специфику и конкретные особенности построения: от предельно конкретных технологичных расчётов и дисциплин (как например, это имеет место в архитектуре или некоторых видах конструктивной или массивной скульптуры) — и до вполне умозрительных, почти фантазийных построений (в живописи или музыке).
Безусловно, самым «конструктивным» из искусств (в силу своей утилитарности) является архитектура. Именно в ней комплекс внутренних взаимосвязей отдельных частей и элементов художественного целого в зависимости от их общей и местной функции имеет предельно конкретное, а временами — и вполне прикладное (и даже бытовое) значение.
В любом из искусств движение, опора или равновесие (как художественная и технологическая задача) — влечёт за собой и соответствующую решаемой задаче конструкцию. В архитектуре это прежде всего — строительная конструкция, имеющая своей целью обеспечить прочность и долговечность здания, а также его удобство для конкретного использования. Однако, кроме строительной конструкции каждое здание несёт (и внутри, и на поверхности) также и некий целостный художественный образ, имеющий свою творческую конструкцию, совершенно отдельную от технической.
Конструкция в живописи, графике или скульптуре — это комплекс внутренних связей, при посредстве которых достигается образная целостность, а также некая «зримая прочность» (единство) предмета или изображения. Конструкция в зрительных видах искусства прежде всего прочего обеспечивает — связность и равновесие произведения.
Конструкция в музыке и танце — это сугубо умозрительный (или спекулятивный) способ построения звуковой (или пластической) ткани, принятый (или новаторский) в данное время в определённой профессиональной среде. Таким же образом конструкция служит и подчинена цели создания целостного и сбалансированного по внутренним соотношениям (так или иначе, «гармоничного» в рамках отдельно взятой эстетики) произведения.
В литературе, будь то художественная, научная или популярная, конструкция проявляет себя также в полной мере: от схематической формы целого произведения (или даже творчества данного автора) — и до «конструирования» стилистики языка и отдельных фраз. Отдельным образом понятие конструкции существует в лингвистике, обозначая языковые и словесные конструкции, характерные для отдельно взятого индивидуума, случая, языка или языковой группы.
В каждом из упомянутых искусств конструкция так или иначе существует в виде отдельной формализованной дисциплины и преподаётся под тем или иным названием (в каждом случае оно может быть различным).
Понятие конструкции в искусстве не следует путать с композицией, которая по природе своей имеет более глубокие цели, устанавливая смысловые (и художественно-образные) связи тех же самых элементов внутри произведения. Именно поэтому композиция является значительно более высоким и более содержательным уровнем организации художественного произведения, чем конструкция. Однако, любая композиция в любом случае включает в себя конструкцию, как технический и функциональный способ формообразования и организации материала — в художественное целое.
Взаимосвязь между конструкцией и композицией неоднократно рассматривал в своих теоретических трудах и лекциях Владимир Фаворский (отчасти, полемизируя с современными ему деятелями конструктивизма). При этом Фаворский почти буквально исходил из основных тезисов философии Павла Флоренского, однако всякий раз ограничивая себя рамками обсуждения вопросов сугубо художественных, профессиональных. В результате, «…культурно-исторический аспект разрабатываемых вопросов пространственно-временны́х начал композиции никогда не вытеснялся у Фаворского какими-либо внеизобразительными построениями».
«Конструкция — говорил Фаворский, — это организация пространства во времени через движение. Архитектура, особенно функциональная, не может обойтись без такой организации движения, это первейшая её задача», …а архитектуру он считал изобразительным искусством. Если модерн Фаворский отрицал за его неорганичность, то конструктивизм он не принимал за игнорирование важнейшего тезиса о синтезе искусств..
Категории и понятия, до некоторой степени противоположные конструкции — это деструкция в искусстве и деконструкция в философии и эстетике. Однако данный вопрос является строго полемическим и имеет ряд различных, но равно правомерных решений (в рамках психологии и философии).